# リンゴ事件

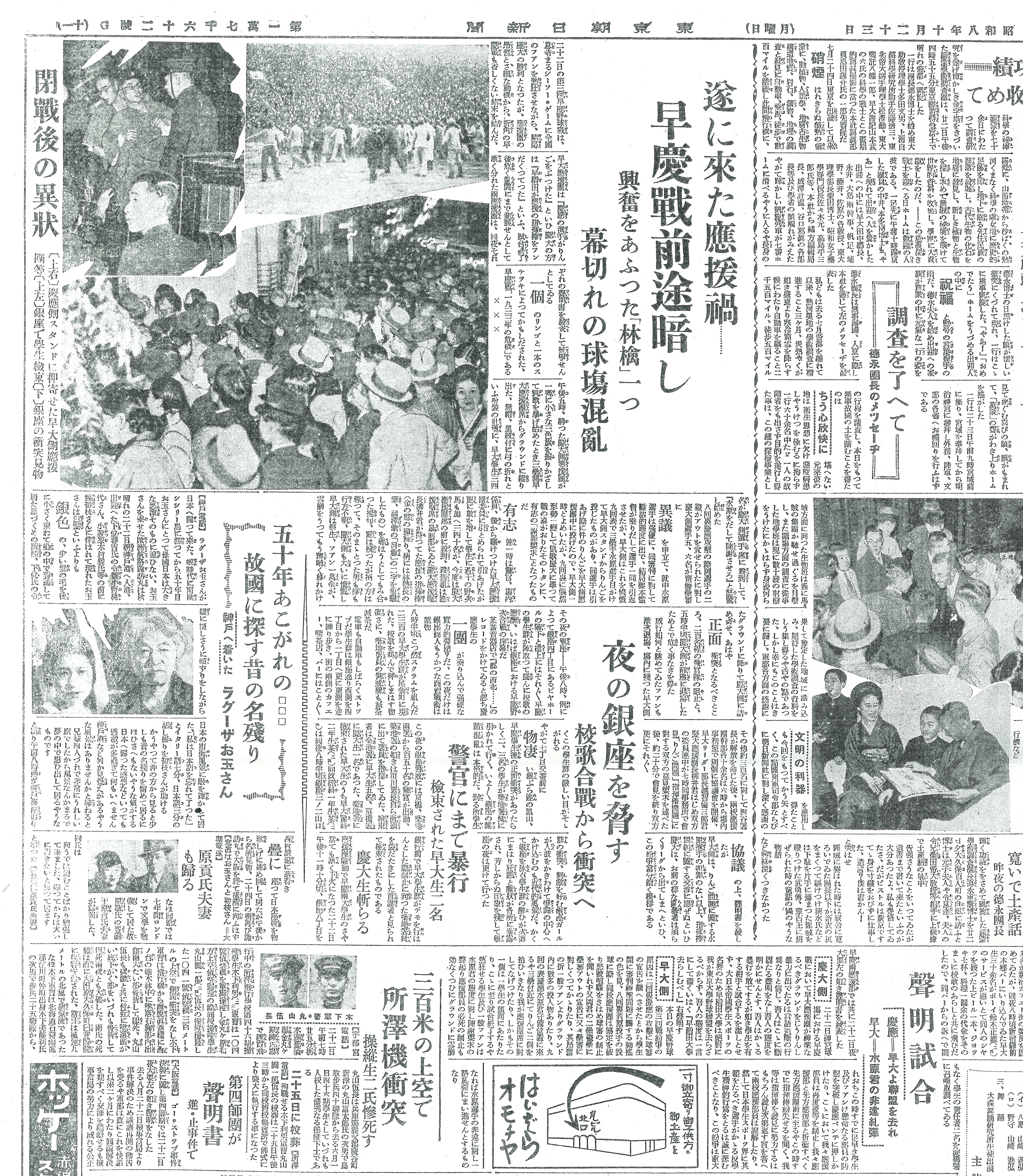
1933年10月22日東京六大学野球早慶戦でのリンゴ事件を報じる1933年10月23日付東京朝日新聞11面の一部

リンゴ事件（リンゴじけん）は、1933年（昭和8年）10月22日に東京六大学野球で発生した大乱闘事件である。東京六大学野球で唯一早慶戦がベンチを固定するきっかけになった。1931年春の慶大対明大2回戦で起きた八十川ボーク事件と並ぶ東京六大学野球2大不祥事として記録されている。水原リンゴ事件ともいわれる。

## 概要
1933年の秋季リーグ戦の早大対慶大3回戦は激しい点の取り合いとなり、8回を終わって8-7と早大が1点をリードしていたが、審判の判定を巡ってトラブルが重なった。
2回、早大の悳（いさお）宗弘投手の投球がいったんストライクと宣告されるものの慶大腰本寿監督と打者井川喜代一の抗議でデッドボールに覆った。8回には慶大の岡泰蔵選手の二盗判定を巡ってまたも騒ぎになった。塁審は最初セーフと判定したが早大高須清遊撃手の抗議でアウトに覆った。これに対して慶大の三塁ベースコーチだった水原茂が塁審に詰め寄り猛抗議を展開した。
こうした経過から、両校の応援団は興奮状態にあった。試合は9回表に入り、水原が三塁の守備につくと先の抗議での態度に興奮した三塁側早大応援席から水原に向かってごみなどと一緒にリンゴの芯（梨だとする説もある）が投げ込まれた。水原がこれを守備の構えのままバックトスのように三塁側に投げ返したことで早大側がさらに激高。試合は9回裏に慶大が2点を返し9-8の逆転サヨナラ試合となったが、試合終了と同時に早大応援団は慶大ベンチ・応援席になだれ込み、慶大応援団の指揮棒が奪われ行方がわからなくなる（戦後満洲で発見された）などの大乱闘となり、警官隊が出動する騒ぎとなった。その後、両校は「水原謹慎」「早稲田謹慎」と言い合ったが、11月19日早大野球部長が辞任することで決着した。
なおその後、水原は12月3日に麻雀賭博で検挙され、翌4日野球部を除名された。
この事件がきっかけとなり、早慶戦においてチーム・応援団とも早稲田は一塁側、慶應は三塁側に固定されて今日に至っている。

## 備考
- 2015年、早稲田大学応援部OBにより、この試合の様子を記録した16mmフィルムが発見され、NHKアーカイブスに提供された[1]。乱闘の様子などは残っていないが、映像に残されていたスコアボードにより、この日の試合だと確認できる（記録されているのは8回の裏の時点である）。
- エンタツ・アチャコの『早慶戦漫才』はこの試合を観に行った際（舞台本番前に柳家金語楼からチケットを貰って）のことをネタにしているが、このネタに乱闘戦がないのは舞台本番に行って乱闘戦を見ていないからである。[2]